# Bliss, Please
Bliss, Please ist das dritte Studioalbum der Koblenzer Band Blackmail. Es wurde im Bluebox-Studio in Troisdorf aufgenommen und am 26. Februar 2001 durch das Label Speicherstadt veröffentlicht.

## Titelliste
1. Data Buzz – 2:42
2. Same Sane – 3:44
3. Amelia – 5:11
4. A Reptile for the Saint – 5:02
5. For Sure – 3:08
6. Emetic – 2:52
7. By Any Method – 4:39
8. Dee – 1:02
9. The Small Saving Tar Pit – 3:21
10. Frop – 3:18
11. Ken I Die – 4:09
12. Club 45 – 2:42
13. Sad Sauce – 4:09
14. Permanently Temporary – 6:22
15. Leave On – 2:22
16. The Day the Earth Stood Still – 6:44

### Titelinformationen
Alle Texte wurden von Aydo Abay verfasst. Die Musik wurde von der gesamten Band geschrieben. Der Titel The Day the Earth Stood Still ist nach dem gleichnamigen Science-Fiction-Film von Robert Wise benannt. Die Lieder Same Sane und Ken I Die wurden als Singles veröffentlicht und es wurden Musikvideos produziert. Auch zu A Reptile for the Saint gibt es ein Musikvideo.

## Rezeption
Von vielen Kritikern wurde Bliss, Please hoch gelobt. Stephan Hageböck schrieb in seiner Kritik auf laut.de, das Album sei die Glückseligkeit (engl.: bliss) in Person. „Spacige Gitarren, jazziges Gebläse, ein in Hochform säuselndes Moog schaffen rasiermesserscharfe Lieder, denen sich keiner entziehen kann. […] Hier taucht der Hörer ein in die wahre, echte Popmusik, in eine geradezu brutale, verstörende Härte.“ Sowohl die Redaktion als auch die Leser von laut.de bewerteten das Album mit 5 von 5 Sternen.
Für Plattentests.de schrieb Oliver Ding, dass mit Bliss, Please offensichtlich werde, was sich auf Science Fiction schon angedeutet habe. Die Band mache Druck, „…der alle Luft aus den Lungenflügeln preßt. Statt jedoch auf puren Noise zu setzen, zaubern die Herren um Aydo Abay und Kurt Ebelhäuser Melodien hervor, die sich Nadeln gleich direkt unter die Haut injizieren.“ Ding lobte die Abwechslung und Vielseitigkeit des Albums: „So blitzen in allen Songs immer wieder verrückte Ideen mit Hand und Fuß auf, um sofort einen ausgedehnten Spaziergang im Gehörzentrum zu machen.“ Die Redaktion vergab 9, die Leser 8 von 10 Punkten. Außerdem war das Album auf Platz 3 der Alben-Jahrescharts 2001 der Redaktion von Plattentests.de vertreten.
Andreas Kohl von der Musikzeitschrift Visions stellte fest: „Blackmail sind längst ihre eigene Kategorie. Den Fuß irgendwo im Noiserock, den Kopf im Pophimmel und mittlerweile durch absolut nichts mehr zu stoppen.“ Seiner Meinung nach haben Blackmail „…im Songwriting einen gewaltigen Satz nach vorne gemacht…“ und „…wagen den Schritt hin zu wahrem Pop.“ Bewertet wurde das Album mit 10,5 von 12 Punkten.
In der Zeitschrift Intro wurde die Musik auf Bliss, Please so beschrieben: „Gitarrenkaskaden, gegen die jene von Placebo nachgerade minimalistisch wirken, fügen sich bei aller Sperrigkeit, unterstützt durch den warmen, immer das Sich-verträumt-Sehnende mit androgyner Ich-weiß-was-ich-will-Forschness verbindenden Gesang Aydo Abays und feine Arrangements – man hört Trompeten, dezente Electronics, ein Vibrafon –, in selig machende Harmonien, die nie als Korsett wirken.“
In der 2004 erschienenen Liste der 500 besten Alben aller Zeiten der deutschen Ausgabe des Rolling Stone erreichte Bliss, Please Platz 421.
In den Jahresbestenlisten 2001 der Zeitschrift Visions erreichte Bliss, Please die Positionen 17 (Kritiker) und 11 (Leser).

## Besetzung
Neben der Band waren auch einige Gastmusiker an den Aufnahmen zum Album beteiligt.

### Band
- Aydo Abay: Gesang
- Kurt Ebelhäuser: Gitarre, Keyboard
- Carlos Ebelhäuser: Bass, Keyboard
- Mario Matthias: Schlagzeug

### Gastmusiker
- Oliver Fries: Hammond-Orgel, Keyboard, Moog-Synthesizer
- Georg Brenner: Moog-Synthesizer
- Bob Sinclar: Trompete (In den Credits gelistet als „Bob Sinclair“)
- Altfrid M. Sicking: Vibraphon